# Polycarpaea hayoides
Polycarpaea hayoides är en nejlikväxtart som beskrevs av D.F. Chamberlain. Polycarpaea hayoides ingår i släktet Polycarpaea och familjen nejlikväxter. Inga underarter finns listade i Catalogue of Life.